# Katarina Bjørnskau Berens
Katarina Viktoria Bjørnskau Berens (født 3. september 1997 i Bærum, Norge) er en norsk håndboldspiller, der spiller for danske Aarhus United i Damehåndboldligaen.

## Karriere
Hun spillede fra 2018 til sommeren 2021, for den norske ligaklub Tertnes HE, der spiller i Eliteserien. I hendes tid hos norske Tertnes i Bergen, var hun holdets førstevalg i de sidste to sæsoner, efter ellers at have delt pladsen med landsholdspiller Vilde Johansen, førhen. Hun var den femtemest scorende spiller i klubben, i sæsonen 2019-20 med 66 mål. Hun var med til at spille hendes tidligere klub Stabæk Håndball, i den norske pokalturnering i 2017. I hendes første sæson i Tertnes, vandt hun sammen med holdet bronze i GRUNDIGligaen i 2018/19-sæsonen.
Hun skiftede i sommeren 2021, til den danske ligaklub Aarhus United, på en 2-årig kontrakt.